# 交響曲 (パデレフスキ)
交響曲 ロ短調『ポーランド』作品24は、イグナツィ・パデレフスキが1903年から1908年にかけて作曲した交響曲。公開初演は1909年に行われた。

## 概要
この交響曲はパデレフスキのほぼ最後の作品となった。彼はこの後32年生きているが、1941年の最期までに作曲したのはわずか1曲、1917年の男声合唱のための讃美歌のみであった。彼が1910年頃から始めた活動は政治家としての道を切り開くことに繋がり、彼はついにポーランドの首相にまで登り詰めたのである。1919年のヴェルサイユ条約には、国を代表して調印している。しかし後年、彼はヴィルトゥオーゾピアニストとして演奏の舞台に復帰している。
パデレフスキが交響曲のスケッチを開始したのは、1903年、彼の家から遠くないスイスのモルジュにおいてであった。楽曲は1908年に完成し、私的な初演が1908年12月26日にローザンヌで行われた。公開の初演は1909年2月12日にドイツ人指揮者のマックス・フィードラー指揮、ボストン交響楽団の演奏で行われている。曲は間もなくパリでアンドレ・メサジェの指揮により、またロンドンではハンス・リヒターの指揮によって再演された。この曲がポーランドで初演されたのは1911年1月のことであり、パデレフスキの献身的な友人であったヘンリク・オピエニスキの指揮でショパンの生誕100周年を祝う演奏会において披露された。また、フィラデルフィア、ニューヨーク、ボルチモアの各都市でも演奏されている。それ以来、曲は演奏機会に恵まれてこなかった。2011年に作曲者の没後70周年を記念し、ポーランド大統領のブロニスワフ・コモロフスキの後援により、イェジー・マクシミウク指揮、シンフォニア・ヴァルソヴィアの演奏で大統領官邸においてこの曲が演奏された。
表題の「ポーランド Polonia」とは、ポーランドの画家であるArtur Grottgerが1863年に発表した、同名の8作品の風刺漫画シリーズに影響を受けたものと思われる。そこでは、ロシアの支配下における日々の暮らしの過酷な現実と闘争が描かれていた。その作品は1月蜂起として知られる、1863年から1865年の暴動が失敗に終わったことをきっかけに描かれたものだった。この暴動にはパデレフスキの父も巻き込まれて、逮捕までされている。パデレフスキは当初、1月蜂起から40年周年の記念にこの交響曲を捧げるつもりでいたが、総譜にはそのような献辞は書かれていない。
曲の様式は瑞々しくロマン的で、リスト、チャイコフスキー、シベリウス、ラフマニノフ、マーラー、スクリャービン、グラズノフ、バラキレフ、ミャスコフスキー、コルンゴルト、グリエール、エルガー、リムスキー＝コルサコフ、リヒャルト・シュトラウスの音楽と比較され、またショスタコーヴィチの先駆けるものであるとさえ言われる。
1915年、エルガーは交響的前奏曲「ポローニア」Op.76を作曲し、パデレフスキに献呈している。

## 演奏時間
約75分

## 楽器編成
ピッコロ1、フルート3、オーボエ2、イングリッシュホルン1、クラリネット2、バスクラリネット1、ファゴット2、コントラファゴット1、ホルン4、トランペット4、トロンボーン3、テューバ1、サリュソフォーン3、ティンパニ、打楽器（トライアングル、シンバル、プロヴァンス太鼓、大太鼓、タンバリン、タムタム、グロッケンシュピール、チューブラーベル、サンダーマシーン）、ハープ、オルガン、弦五部

## 楽曲構成
この交響曲は全3楽章であるが、パデレフスキはもともとスケルツォを含む4楽章の楽曲を構想していた。完成した作品は約75分の演奏時間を要する大作となり、そのため実演や録音においてしばしばカットが行われる。特に終楽章での省略が行われる。
第1楽章 アダージョ・マエストーソ - アレグロ・ヴィヴァーチェ（ロ短調、約30分）
第2楽章 アンダンテ・コン・モート（変ロ長調、約17分）
第3楽章 ヴィヴァーチェ（ロ短調〜ロ長調、約27分）
曲はしばしば標題音楽と解説され、3つの楽章は次のような内容であるとされる。
- かつてのポーランドの栄光の日々
- 政治的主体性を完全に失った、今日（1907年）のポーランド
- ポーランドに訪れようとしている幸福な未来[4]

ここでは音楽がとりとめなく肥大化しており、既存のいかなる楽曲形式にもあまり従っていない。このため、パデレフスキは頻繁に道を見失う、また主題を発展させ過ぎる、などといった批評を招く結果になっている。
最終楽章には現在のポーランド国歌である「ドンブロフスキのマズルカ」が、原曲の3拍子によるマズルカの形ではなく2拍子に変えられて引用されている。